# Nonna di Nazianzo
Nonna di Nazianzo (Nazianzo, fine del III secolo – 5 agosto 374) è venerata come santa dalla Chiesa cattolica.

## Biografia
Nonna nacque verso la fine del III secolo da una famiglia cristiana. Sposò Gregorio, ebreo della setta degli Ipsistari (gli Adoratori dell'Altissimo), che fu convertito dalla moglie al cristianesimo e divenne vescovo di Nazianzo (in quegli anni veniva ufficializzato in Occidente il celibato ecclesiastico mentre l'Oriente ribadiva la possibilità di preti sposati).
Ebbe tre figli, tutti venerati come santi: Gregorio, dottore della Chiesa; Gorgonia e Cesario.

## Culto
La sua festa per la Chiesa cattolica è il 5 agosto. Il suo culto ha centro presso Nazianzo in Cappadocia.